# Eilema micans
Eilema micans är en fjärilsart som beskrevs av Arnold Pagenstecher 1895. Eilema micans ingår i släktet Eilema och familjen björnspinnare. Inga underarter finns listade i Catalogue of Life.